# Энгель, Фриц Карл
Фриц Карл Энгель (нем. Fritz Karl Engel; 3 марта 1898, Strzelewo, West Pomeranian Voivodeship, Западно-Поморское воеводство — не ранее 1952) — офицер германской вспомогательной полиции и функционер СС.

## Биография
С 1914 по 1918 год Фриц Карл Энгель принимал участие в Первой мировой войне. В 1920 года участвовал в Капповскому путче и за это был уволен из рейхсвера, а затем стал работать торговцем. В 1924 году Фриц Карл Энгель присоединился к организации ветеранов Первой мировой войны Стальной шлем, а 7 декабря 1925 года вступил в НСДАП и был переведен в Эссен (Рурская область). В 1927 году вступил в Штурмовые отряды, руководил подразделениями в Рурской области. В 1929 году Фриц Карл Энгель занялся развитием СС в Рурской области. 24 апреля 1930 года официально вступил в СС (№ 2400) и ему было присвоено звание штандартенфюрера.
С 28 апреля по 14 сентября 1930 года Фриц Карл Энгель исполнял обязанности руководителя подразделения СС «Эссен-Бергишес» и одновременно являлся управляющим подразделением СС «Запад». С 14 сентября по 14 ноября 1930 года был адъютантом оберфюрера СС «Запад» в Дюссельдорфе, а с 21 ноября 1930 года по 24 июня 1931 года управлял бригадой СС в Рурской области. С 24 июня 1931 года по 15 июля 1932 года Фриц Карл Энгель был начальником штаба подразделения СС — «V», а затем до 17 января 1933 года руководителем группы СС «Запад» в Дюссельдорфе.
В январе 1933 года Фриц Карл Энгель был переведен в Берлин, заняв должность фюрера СС. С 12 июня по 14 сентября 1933 года работал в штабе группы СС «Восток», которая несла ответственность за руководство подразделениями СС на территории столицы государства Берлина, его руководителем на этом посту был Курт Далюге. 15 сентября 1933 года Фриц Карл Энгель возглавил XIII абшнит СС в Щецине и находился в должности до 28 февраля 1934 года. Кроме того, с 26 сентября 1933 года по 28 февраля 1934 года занимал должность начальника полиции Щецина. По инициативе Фрица Карла Энгеля осенью 1933 года на месте бывшей верфи компании AG Vulcan Stettin в Щецине был построен первый концентрационный лагерь KZ Bredow. 11 марта 1934 года концлагерь был закрыт, после подтверждения фактов жестокого обращения с заключенными, совершенными в том числе начальником Иоахимом Хоффманном, который был в подчинении у Фрица Карла Энгеля.
Рейхсфюрер СС Генрих Гиммлер считал, что СС было скомпрометировано событиями в концлагеря в Щецине и назначил ответственным за происшествие Фрица Карла Энгеля, который был временно отстранён от должности фюрера СС в апреле 1934 года. 4 июля 1934 года Энгель был уволен по собственному желанию из СС. Однако, 1 сентября 1941 года его восстановили в СС под старым порядковым номером в звании гауптштурмфюрера СС. В 1934 году состоялось судебное заседание, в котором рассматривались преступления, совершенные СС в концентрационном лагере KZ Bredow, но Фрицу Карлу Энгелю не было предъявлено обвинение, поскольку его подчиненные отказались давать против него показания во время предварительного следствия и судебного разбирательства. Кроме того, в апреле 1934 года статс-секретарь Пруссии Пауль Кёрнер поручил сотруднику министерства юстиции Германии Роланду Фрейслеру не предпринимать никаких действий против Фрица Карла Энгеля.
Затем, осужденный за жестокое обращение с заключенными сотрудник концлагеря KZ Bredow Густав Финк заявил, что Фриц Карл Энгель не только знал о жестоком обращении с заключенным, но именно он отдал приказ пытать заключенных, а также шантажировал заключенных для получения личной выгоды. В июне 1934 года Фриц Карл Энгель был арестован на основании этих показаний бывшего подчиненного. Однако, в его поддержку выступили видные функционеры СС — Генрих Гиммлер и Курт Далюге, что спасло его от негативного развития сложившийся ситуации. Генрих Гиммлер выступил за прекращение судебного преследования, так как Фриц Карл Энгель был заслуженным офицером и его старым партийным товарищем, а также страдал от зависимости от морфина (снимая с его помощью болезненные ощущения от ран, полученных в годы Первой мировой войны). Еще до того, как обвинительное заключение было предъявлено в отношении Фрица Карла Энгеля, прокурор Вернер фон Хааке считал, что этот функционер СС должен попасть под Закон об амнистии августа 1934 года. 30 июня 1934 года Густав Финк был застрелен сотрудниками СС.
С 12 мая 1934 по 1945 год Фриц Карл Энгель работал директором компании по вывозу мусора в Берлине, получив работу благодаря протекции Курта Далюге. В 1940 году Энгель получил звание капитана 4-й полицейской моторизованной дивизии СС, а полностью восстановлен в СС 1 сентября 1941 года. В 1943 году повыше в звании до майора полиции и штурмбаннфюрера СС. В последние дни Второй мировой войны Фриц Карл Энгель бежал во Фленсбург, следуя крысиными тропами на север.
В 1949/1950 годах уголовное дело о событиях в концлагере в Щецине было возобновлено: в ходе судебного разбирательства в земельном суде Фленсбурга Фрицу Карлу Энгелю были предъявлены обвинения в убийствах и жестоком обращении с заключенными со стороны подчиненных ему сотрудников СС. В частности, его обвинили в восемнадцати случаях нападений на заключенных при отягчающих обстоятельствах и незаконном лишении их свободы. По приговору от 23 мая 1950 года Фриц Карл Энгель был признан виновным и приговорен к пяти годам и одному месяцу тюремного заключения. 22 апреля 1952 года Федеральный верховный суд Германии пересмотрел приговор и снизил срок отбытия наказания до 2 лет и шести месяцев. После отбытия срока заключения в местах лишения свободы Фриц Карл Энгель убыл в неизвестном направлении, нет никаких достоверных сведений о его дальнейшей судьбе. Германский писатель Бруно Рецлафф-Крессе описал личность Фрица Карла Энгеля, как «одну из самых мрачных фигур нацистской иерархии».

## Продвижение по службе
- 28 апреля 1930 года: штандартенфюрер СС.
- 15 июля 1932 года: оберфюрер СС.
- апрель 1934 года: исключён из СС.
- сентябрь 1941 года: гауптштурмфюрер СС.
- 29 июля 1942 года: гауптштурмфюрер ваффен-СС.
- 9 ноября 1942 года: штурмбаннфюрер СС.
- 24 июня 1943 года: штурмбаннфюрер ваффен-СС.